# Eternal Champions: Challenge from the Dark Side
Eternal Champions: Challenge from the Dark Side is een computerspel voor het platform Mega-CD. Het spel werd uitgebracht in 1995. Het spel is een poort van Eternal Champions dat voor de Sega Mega Drive uitkwam.